# خدمة أبحاث الكونجرس

خدمة أبحاث الكونغرس هي معهد أبحاث متخصص في السياسات العامة تابع لكونجرس الولايات المتحدة. تعمل الخدمة ضمن مكتبة الكونغرس، وتعمل بشكل رئيسي ومباشر لصالح أعضاء الكونغرس ولجانهم وموظفيهم، على أساس سري وغير حزبي. تُعرف خدمة أبحاث الكونغرس أحيانًا باسم مركز أبحاث الكونغرس نظرًا لتفويضها الواسع في تقديم البحوث والتحليلات حول جميع المسائل المتعلقة بصنع السياسات الوطنية.
تضم خدمة أبحاث الكونغرس ما يقرب من 600 موظف، يتمتعون بمجموعة واسعة من الخبرات والتخصصات، بما في ذلك المحامون والاقتصاديون والمؤرخون وعلماء السياسة وأمناء المكتبات المرجعية والعلماء. في السنة المالية 2023، خصص لها الكونجرس ميزانية تبلغ حوالي 133.6 مليون دولار.
على غرار مكتب المراجع التشريعية في ويسكونسن، تأسس مركز أبحاث الكونغرس في ذروة العصر التقدمي كجزء من جهد أوسع نطاقًا لإضفاء طابع احترافي على الحكومة من خلال توفير أبحاث ومعلومات مستقلة للمسؤولين الحكوميين. كان عمله متاحًا للجمهور في البداية، ولكن بين عامي 1952 و2018 اقتصر على أعضاء الكونجرس وموظفيهم فقط؛ ومنذ ذلك الحين، أصبحت التقارير غير السرية متاحة على موقعه الإلكتروني. في عام 2019، أعلن مركز أبحاث الكونغرس عن إضافة "الكتالوج الخلفي لتقارير المركز القديمة" وتقديم تقارير جديدة متاحة للجمهور، مثل "وثائق الإحاطة التنفيذية المكونة من صفحتين".
يُعدّ مركز أبحاث الكونجرس إحدى الوكالات التشريعية الرئيسية الثلاث التي تدعم الكونجرس، إلى جانب مكتب الميزانية في الكونجرس (الذي يزود الكونجرس بمعلومات متعلقة بالميزانية، وتقارير حول القضايا المالية والميزانية والبرامجية، وتحليلات لخيارات سياسات الميزانية وتكاليفها وآثارها)، ومكتب المحاسبة الحكومية (الذي يساعد الكونجرس في مراجعة أنشطة الحكومة ومراقبتها من خلال إجراء عمليات تدقيق وتحقيقات وتقييمات مستقلة للبرامج الفيدرالية). وتوظف الوكالات الثلاث مجتمعةً أكثر من 4000 موظف.

## التاريخ
في عام 1914، روج السيناتور روبرت لافوليت الأب والممثل جون إم نيلسون، وكلاهما من ولاية ويسكونسن، لإدراج بند في قانون المخصصات التشريعية والتنفيذية والقضائية يوجه بإنشاء وحدة مرجعية خاصة داخل مكتبة الكونجرس. بناءً على مفهوم طورته مكتبة ولاية نيويورك في عام 1890 ومكتبة ويسكونسن للمراجع التشريعية في عام 1901، فقد كانا مدفوعين بأفكار العصر التقدمي حول أهمية اكتساب المعرفة من أجل هيئة تشريعية مطلعة ومستقلة. كما عكست هذه الخطوة الدور المتوسع لأمين المكتبة واحتراف المهنة. تم تكليف القسم الجديد بالرد على طلبات الكونجرس للحصول على معلومات. سمح التشريع لأمين مكتبة الكونجرس، هربرت بوتنام، "بتوظيف أشخاص أكفاء لإعداد مثل هذه الفهارس والملخصات وتجميعات القوانين التي قد تكون مطلوبة للكونجرس والاستخدام الرسمي الآخر"
تم تغيير اسمها إلى خدمة المرجع التشريعي ومنحها ترخيصًا دائمًا بموجب قانون إعادة تنظيم التشريع لعام 1946، وساعدت الكونجرس في المقام الأول من خلال توفير الحقائق والمنشورات ونقل الأبحاث والتحليلات التي أجرتها إلى حد كبير وكالات حكومية أخرى ومنظمات خاصة وعلماء أفراد. ترأس الوحدة فيرنر دبليو كلاب.
خلال أربعينيات القرن العشرين، جرّبت مكتبة الكونجرس، موطن خدمة المراجع التشريعية، نشر نشرات الشؤون العامة غير المقيدة، التي أنتجها موظفو خدمة المراجع التشريعية، وخصصت لمختلف قضايا السياسة العامة. روج لها أرشيبالد ماكليش، أمين مكتبة الكونجرس، وتناولت، من بين مواضيع أخرى، قضايا سياسية آنية، مثل الدفاع الوطني الأمريكي. تم إصدار حوالي 100 نشرة للشؤون العامة قبل أن يوقف مسؤولو التخصيصات في الكونجرس إنتاجها عام 1951.
عكست إعادة التسمية بموجب قانون إعادة تنظيم التشريع لعام 1970 مهمة الخدمة المتغيرة: وجه هذا التشريع خدمة أبحاث الكونغرس إلى تخصيص المزيد من جهودها وزيادة مواردها لإجراء الأبحاث والتحليلات التي تساعد الكونجرس في الدعم المباشر للعملية التشريعية.
أُطلقت مراجعة خدمات أبحاث الكونغرس عام 1980 واستمرت حتى أوائل التسعينيات؛ ثم لجأ المسؤولون عن تخصيصات الكونغرس، مرة أخرى، إلى "الإغلاق المالي". نُشرت المراجعة عشر مرات سنويًا، وكانت متاحة للجمهور بالاشتراك. وقدّمت مقالات تحليلية، وملخصات لأبحاث خدمات أبحاث الكونغرس، وغيرها من المساعدات لأعضاء الكونغرس.
ارتفعت الاستفسارات من 400 ألف سؤال سنويًا في عام 1980 إلى 598 ألف سؤال في عام 2000. وتمت إعادة تنظيم خدمة أبحاث الكونغرس في عام 1999 جزئيًا للتعامل مع الحمل ونقل الموظفين وتبني محطات عمل أكثر كفاءة ومحاولة تمكين المزيد من التواصل بين المتخصصين في مختلف التخصصات.
لم تكن تقارير CRS متاحة للجمهور بشكل عام حتى 18 سبتمبر 2018، عندما تم تنفيذ أحد أحكام قانون المخصصات الموحدة لعام 2018، والذي وجه بضرورة إتاحة تقارير خدمة أبحاث الكونغرس للجمهور.

## المهمة
يقدم مركز أبحاث الكونجرس البحث والتحليل لجميع القضايا الحالية والناشئة في السياسة الوطنية. يقدم مركز أبحاث الكونجرس المساعدة في الوقت المناسب والسرية لجميع الأعضاء واللجان التي تطلبها، ولكن هذا يقتصر فقط على موارد مركز أبحاث الكونجرس ومتطلبات التوازن وعدم الحزبية والدقة.
لا تقدم خدمة أبحاث الكونغرس أي توصيات تشريعية أو سياسية أخرى إلى الكونجرس؛ مسؤوليتها هي ضمان حصول أعضاء مجلس النواب والشيوخ على أفضل المعلومات والتحليلات الممكنة التي يمكنهم بناء عليها قرارات السياسة التي انتخبهم الشعب الأمريكي لاتخاذها. في جميع أعمالها، يخضع محللو خدمة أبحاث الكونغرس لمتطلبات السرية والالتزام بالتوقيت والدقة والموضوعية والتوازن وعدم الحزبية.
لا تقتصر خدمات مركز أبحاث الكونغرس على تلك المتعلقة مباشرةً بسن القوانين الجديدة. على سبيل المثال، يسعى المركز إلى تقييم القضايا الناشئة والمشكلات الناشئة ليكون مستعدًا لمساعدة الكونغرس عند الحاجة. ورغم ندرة إجراء المركز لأبحاث ميدانية، إلا أنه يساعد اللجان في جوانب أخرى من مسؤولياتها في الدراسة والإشراف. بالإضافة إلى ذلك، يقدم المركز العديد من الدورات، بما في ذلك ندوات ومعاهد بحثية قانونية حول العملية التشريعية، وعمليات الموازنة، وعمل موظفي المقاطعات والولايات. كما يقدم المركز في بداية كل مؤتمر ندوة توجيهية للأعضاء الجدد.
لا يقوم مركز أبحاث الكونجرس بإجراء أبحاث على الأعضاء الحاليين أو الأعضاء السابقين الأحياء في الكونجرس، ما لم يتم منحه إذنًا محددًا من قبل ذلك العضو أو إذا رشح الرئيس ذلك العضو لمنصب آخر.

## المنظمة
ينقسم مركز أبحاث الكونغرس إلى ستة أقسام بحثية متعددة التخصصات، ينقسم كل منها بدوره إلى أقسام متخصصة. هذه الأقسام الستة هي: القانون الأمريكي؛ والسياسة الاجتماعية الداخلية؛ والشؤون الخارجية والدفاع والتجارة؛ والحكومة والمالية؛ وخدمات المعرفة؛ والموارد والعلوم والصناعة.
يتم دعم أقسام الأبحاث الستة في عملها من قبل خمسة مكاتب "بنية أساسية": المالية والإدارة، وإدارة المعلومات والتكنولوجيا، ومستشار المدير، والمعلومات والنشر في الكونجرس، وإدارة القوى العاملة والتنمية.

## نظرة عامة على الخدمات
تتخذ الاستجابات لطلبات الكونجرس شكل التقارير والمذكرات والإحاطات المخصصة والندوات والعروض التقديمية المسجلة بالفيديو والمعلومات التي يتم الحصول عليها من قواعد البيانات الآلية والاستشارات الشخصية والهاتفية.
"يدعم مركز أبحاث الكونجرس "أعضاء ولجان وقادة مجلس النواب ومجلس الشيوخ في جميع مراحل العملية التشريعية":
- أفكار للتشريع: يوضح تقرير صادر عن مركز أبحاث الكونجرس عام 2008 كيف يمكن للخدمة مساعدة المشرّعين في تقييم الحاجة للتشريع:

في المرحلة التمهيدية، قد يطلب الأعضاء من مركز أبحاث الكونجرس تقديم معلومات أساسية وتحليلات حول القضايا والأحداث لفهم الوضع الراهن بشكل أفضل، ومن ثم تقييم ما إذا كانت المشكلة تتطلب حلاً تشريعيًا. قد تكون هذه المساعدة عبارة عن ملخص وشرح للأدلة العلمية حول مسألة معقدة تقنيًا، على سبيل المثال، أو قد تكون عبارة عن مجموعة من المقالات الصحفية والمجلات التي تناقش قضية من وجهات نظر مختلفة، أو تحليل مقارن لعدة تفسيرات قُدمت لتفسير مشكلة معروفة بشكل عام. كما يحدد مركز أبحاث الكونجرس خبراء وطنيين ودوليين يمكن للأعضاء والموظفين استشارتهم بشأن أي قضايا تهمهم، ويرعى برامج يلتقي فيها الأعضاء بالخبراء لمناقشة قضايا تهم الكونجرس على نطاق واسع.
- تحليل مشروع قانون: يوضح تقرير عام 2008 نفسه أيضًا الطرق المختلفة التي تدعم بها الخدمة عمل المشرّعين بعد تقديم مشروع قانون:

إذا قرر عضوٌ ما تقديم مشروع قانون، يُمكن لمحللي مركز أبحاث الكونجرس مساعدة المُشرّع في توضيح أهداف مشروع القانون، وتحديد القضايا التي قد يتناولها، وتحديد سُبُل بديلة للتعامل معها، وتقييم المزايا والعيوب المُحتملة لكل بديل، وتطوير المعلومات والحُجج لدعم مشروع القانون، وتوقع الانتقادات المُحتملة له والردود عليها. مع أن مركز أبحاث الكونجرس لا تُصوغ مشاريع قوانين أو قرارات أو تعديلات، يُمكن لمحلليها الانضمام إلى فريق العمل الذي يُجري مشاورات مع مُصاغ مُحترف في مكتب المُستشار التشريعي لكل غرفة، أثناء ترجمة قرارات العضو السياسية إلى لغة تشريعية رسمية. كما يُمكن للأعضاء واللجان طلب مركز أبحاث الكونجرس لمساعدتهم في تقييم ومقارنة المُقترحات التشريعية، بما في ذلك مشاريع القوانين المُتنافسة التي يُقدمها الأعضاء والمُقترحات التي يُقدمها مسؤولو السلطة التنفيذية والمواطنون العاديون والمنظمات. يُمكن لمركز أبحاث الكونجرس تقييم نية المُقترحات المُختلفة ونطاقها وحدودها.
ويستمر التقرير:
خلال جلسات اللجنة والمجلس، يمكن لمركز أبحاث الكونجرس مساعدة أعضاء مجلس النواب والشيوخ بطرق مختلفة، بالإضافة إلى توفير معلومات أساسية لمساعدة الأعضاء على فهم القضايا التي يتناولها مشروع القانون. يمكن لمحامي مركز أبحاث الكونجرس توضيح الآثار القانونية المحتملة لمشروع القانون. يمكن لمحللي السياسات في مركز أبحاث الكونجرس العمل مع الأعضاء لاتخاذ قرار بشأن اقتراح تعديلات، ثم التأكد من أن تعديلاتهم مصممة وصياغتها لتحقيق النتائج المرجوة. كما يمكن لمركز أبحاث الكونجرس مساعدة الأعضاء على الاستعداد للمناقشة من خلال توفير البيانات والمعلومات الأخرى التي يمكنهم استخدامها لدعم مواقفهم.
- جلسات الاستماع: عندما تختار لجنة فرعية مشروع قانون (أو عدة مشاريع قوانين حول الموضوع نفسه) لدراسته بجدية، تبدأ عادةً بعقد جلسات استماع عامة في يوم واحد أو أكثر، حيث يعرض مسؤولو السلطة التنفيذية، وأعضاء آخرون في الكونغرس، وممثلو منظمات خاصة، وحتى مواطنون أفراد، آراءهم حول مزايا مشروع القانون. يمكن لمحللي مركز أبحاث الكونجرس المساعدة في هذه العملية من خلال توفير معلومات أساسية وتقارير، وتقديم إحاطة تمهيدية للأعضاء أو الموظفين، وتحديد الشهود المحتملين، واقتراح أسئلة يمكن للأعضاء طرحها على الشهود.
- تصويت اللجنة الفرعية أو اللجنة: بعد جلسات الاستماع على مشروع قانون، تجتمع اللجنة الفرعية أو اللجنة لمناقشة والتصويت على التعديلات عليه. إذا طُلب، يجوز لموظفي مركز أبحاث الكونجرس حضور هذه الاجتماعات ليكونوا مصدرًا غير حزبي للمعلومات المتخصصة المتاحة لجميع الأعضاء. إذا خلصت اللجنة الفرعية ثم اللجنة الكاملة إلى أن هناك حاجة إلى تشريع جديد، فإنهم يقدمون مشروع قانون إلى مجلس النواب أو مجلس الشيوخ لينظر فيه جميع أعضائه. كما تقدم اللجنة أيضًا تقريرًا مكتوبًا يشرح خلفية قرارها، ويحلل أغراض وتأثيرات كل بند رئيسي من بنود مشروع القانون، ويتضمن معلومات أخرى، مثل التنبؤات حول تكلفة تنفيذه، مما يساعد الأعضاء الآخرين على تحديد ما إذا كان ينبغي عليهم دعم مشروع القانون. قد يساعد متخصصو مركز أبحاث الكونجرس موظفي اللجنة في إعداد بعض أقسام هذا التقرير، على الرغم من أن مكتب الميزانية بالكونجرس يضع تقديرات التكلفة.
- الإجراءات البرلمانية: يستطيع موظفو مركز أبحاث الكونغرس توضيح الإجراءات التشريعية لمجلس النواب ومجلس الشيوخ، ومساعدة الأعضاء والموظفين على فهم آثار هذه الإجراءات وكيف يمكن للأعضاء استخدامها لتعزيز أهدافهم التشريعية الخاصة.
- لجان المؤتمرات: يمكن لمحللي مركز أبحاث الكونجرس المساهمة في هذه المرحلة الأخيرة من العملية التشريعية من خلال المساعدة في تحديد القضايا التي يتعين حلها، وتوضيح ومقارنة مواقف المجلسين بشأن كل قضية، وتحديد الطرق المختلفة التي يمكن من خلالها حل الخلافات التشريعية.

كما يقوم مركز أبحاث الكونجرس أيضًا بالعديد من الوظائف التي تدعم فهم الكونجرس والجمهور للعملية التشريعية والقضايا الأخرى.
- ملخصات مشاريع القوانين: منذ عام 1935، يتولى قسم التحليل التشريعي والمعلومات (المعروف سابقًا باسم "ملخص مشاريع القوانين") التابع لمكتبة الكونغرس مسؤولية إعداد ملخصات موثوقة وموضوعية وغير حزبية لمشاريع القوانين والقرارات العامة المُقدمة، وحفظ المعلومات التشريعية التاريخية. تُكتب ملخصات مُنقحة ومُفصلة لتعكس التغييرات التي تُجرى خلال العملية التشريعية. كما يُعِدّ مكتب مكتب الكونغرس هذا عناوين مشاريع القوانين، وعلاقات مشاريع القوانين، ومصطلحات الموضوعات، واستشهادات سجلات الكونغرس للمناقشات، والنصوص الكاملة للتدابير، والملاحظات التمهيدية للأعضاء. تُنشر ملخصات مشاريع القوانين للجمهور عبر قاعدة بيانات مكتبة الكونغرس الإلكترونية " توماس".
- الدستور الموضح: يقوم قسم القانون الأمريكي التابع لدائرة أبحاث الكونجرس بإعداد دستور الولايات المتحدة الأمريكية: التحليل والتفسير (المعروف شعبيًا باسم الدستور الموضح )، وهو أطروحة قانونية يتم تحديثها باستمرار تشرح دستور الولايات المتحدة. الدستور كما تم تفسيره من قبل الولايات المتحدة المحكمة العليا.

## تقارير خدمة أبحاث الكونجرس
التقارير الصادرة عن دائرة أبحاث الكونجرس، والتي يشار إليها عادة باسم تقارير مركز أبحاث الكونجرس، هي تقارير بحثية موسوعية مكتوبة لتحديد القضايا في سياق تشريعي بوضوح.
يتم إنتاج ما يزيد عن 700 تقرير جديد من تقارير مركز أبحاث الكونجرس كل عام؛ وتم إعداد 566 منتجًا جديدًا في السنة المالية 2011. وكان هناك ما يقرب من 7800 منتجًا جديدًا حتى نهاية عام 2011.
تتضمن أنواع تقارير مركز أبحاث الكونجرس ملخصات القضايا، ومذكرات البحث، والتقارير، والتي تظهر في تنسيقات قصيرة وطويلة.
نشرت كلية الحرب الجوية التابعة للقوات الجوية الأمريكية قائمة تصنيفية لتقارير مركز أبحاث الكونجرس، تم تحديثها آخر مرة في 13 مايو 2011.

## الوصول إلى تقارير خدمة أبحاث الكونجرس
اعتبارًا من 18 سبتمبر 2018، أصبحت معظم تقارير مركز أبحاث الكونجرس متاحة للجمهور عبر الموقع الإلكتروني الرسمي للكونجرس الأمريكي. ويمكن الوصول إلى الإصدارات القديمة من تقارير مركز أبحاث الكونجرس من مصادر مدعومة من المجتمع. واعتبارًا من 18 سبتمبر 2018، أصبح الموقع الإلكتروني الرسمي للحكومة الأمريكية "يُتيح التقارير غير السرية على موقعه الإلكتروني"، ما قلّ الحاجة إلى مواقع وصول بديلة.
كانت هذه البيانات سرية في السابق. ورغم عدم تصنيفها، إلا أنها كانت معفاة من طلبات قانون حرية المعلومات نظرًا لامتياز الكونجرس، وبالتالي، لم يكن من السهل الوصول إليها، ولم يكن من السهل التحقق من صحتها. قبل سبتمبر 2018، كانت منتجات مركز أبحاث الكونجرس متاحة بشكل مباشر فقط لأعضاء الكونجرس واللجان البرلمانية والوكالات الشقيقة لمركز أبحاث الكونجرس (مكتب الميزانية في الكونجرس ومكتب المحاسبة العامة) من خلال نظام الويب الداخلي لمركز أبحاث الكونجرس.

## السلف
باستثناء الإشارة العامة العابرة إلى "التقارير" في ميثاقها القانوني، لا يملك مركز أبحاث الكونجرس أي تفويض لهذه المنتجات. تم إنشاؤها في سياق المهمة الشاملة لمركز أبحاث الكونجرس لتقديم الدعم البحثي للكونجرس.
خلال أربعينيات القرن العشرين، جرّبت مكتبة الكونجرس، موطن خدمة المراجع التشريعية، نشر نشرات الشؤون العامة غير المقيدة، التي أنتجها موظفو خدمة المراجع التشريعية، وخصصت لمختلف قضايا السياسة العامة. روج لها أرشيبالد ماكليش، أمين مكتبة الكونجرس، وتناولت، من بين مواضيع أخرى، قضايا سياسية آنية، مثل الدفاع الوطني الأمريكي. تم إصدار حوالي 100 نشرة للشؤون العامة قبل أن يوقف مسؤولو التخصيصات في الكونجرس إنتاجها عام 1951.
عندما أُطلقت مجلة مراجعة خدمات الأبحاث في الكونجرس عام 1980، استمرت لأكثر من عقد بقليل قبل أن يُلجأ المسؤولون عن تخصيصات الكونجرس، مرة أخرى، إلى الإغلاق المالي، مع صدور العدد الأخير، المجلد 13، العدد 9 (سبتمبر 1992). وقد قدّمت المجلة، التي كانت تُنشر عشر مرات سنويًا، والمتاحة للجمهور عن طريق الاشتراك، مقالات تحليلية أصلية، وملخصات تُسلّط الضوء على منتجات أبحاث خدمات الأبحاث، وأنواعًا أخرى من المساعدة للمجتمع الكونجرسي.

## حالة حقوق الطبع والنشر
كتبت صحيفة نيويورك تايمز أن التقارير لا تحتوي على معلومات سرية ولا معلومات محمية بحقوق الطبع والنشر.
ومع ذلك، في مقطع يحلل مسؤوليتها بموجب قانون حقوق النشر في الولايات المتحدة، كتبت هيئة تنظيم الاتصالات أن:
يجوز لمركز أبحاث الكونجرس تضمين مواد موجودة مسبقًا في ردودها الكتابية على طلبات الكونغرس. ورغم أن هذه المواد غالبًا ما تكون من مصادر عامة، إلا أنه في بعض الحالات، قد تكون هذه المواد، مع الإشارة إليها بشكل مناسب، من مصادر محمية بحقوق الطبع والنشر. وفي حال كانت المادة محمية بحقوق الطبع والنشر، فإن مركز أبحاث الكونجرس إما:
- تحصل على إذن بالاستخدام.

- أو تعتبر وظيفة جمع المعلومات الخاصة بها محمية بموجب بند حرية التعبير أو النقاش.

- أو تعتقد أن الاستخدام يندرج ضمن مبدأ "الاستخدام العادل" لقانون حقوق الطبع والنشر كما هو مطبق في سياق العملية التشريعية.

ومع ذلك، فإن إذن حقوق النشر الذي تم الحصول عليه عادة ما يُفهم على أنه لغرض الاستخدام التشريعي من قبل أعضاء الكونجرس.
وبالتالي، يمكن للأشخاص الذين يسعون للحصول على محتوى من المجال العام في تقارير مركز أبحاث الكونجرس تجنب انتهاك حقوق الطبع والنشر من خلال الاهتمام بالاقتباسات الداخلية.

## المظهر
تنقسم منتجات العمل المكتوبة التي يقدمها مركز أبحاث الكونجرس إلى ثلاث فئات رئيسية: (1) المنتجات الموزعة من قبل الكونجرس والتي توفر البحث والتحليل بشأن القضايا التشريعية، (2) الردود على الأعضاء واللجان الفردية، و(3) الملخصات التشريعية والملخصات والتجميعات.
تنقسم المنتجات الموزعة من قبل الكونجرس والتي توفر الأبحاث والتحليلات حول القضايا التشريعية في حد ذاتها إلى فئتين فرعيتين: التقارير المقدمة إلى الكونجرس ومذكرات التوزيع الخاصة بالكونجرس.
تقارير للكونغرس: غالبًا ما يعدّ مركز أبحاث الكونجرس تقارير للكونغرس، أو تحليلات، أو دراسات حول قضايا سياسية مُحددة ذات أهمية تشريعية. تُعرّف هذه التقارير بوضوح القضايا في السياقات التشريعية. يُعرّف المحللون المصطلحات والمفاهيم الفنية ويشرحونها، ويُؤطّرون القضايا في سياقات مفهومة وفي الوقت المناسب، ويُقدّمون بيانات كمية مناسبة ودقيقة وصحيحة. يُلخّص محتوى التقرير في صفحته الأولى. يُمكن تحديث هذه التقارير مع ورود الأحداث، أو أرشفتها عندما لا تعكس الأجندة التشريعية الحالية، ولكنها تُوفّر خلفية وسياقًا تاريخيًا.
مذكرات التوزيع للكونغرس: على غرار التقارير، تُعدّ المذكرات عند توقع اهتمام عدد قليل نسبيًا من قراء الكونغرس، أو عندما تكون المسألة عابرة لدرجة أن مركز أبحاث الكونغرس يرى أنه من غير المناسب إدراجها في قائمة منتجاته. يمكن إعادة صياغة المذكرات كتقرير إذا أصبحت مهمة لجمهور أوسع في الكونغرس.
الردود على الأعضاء واللجان: يقدم موظفو مركز أبحاث الكونجرس خدمات مخصصة للأعضاء واللجان وموظفيهم، مصممة خصيصًا لمعالجة أسئلة محددة، وعادةً ما تكون في شكل مذكرات. تشمل الوثائق المكتوبة المذكرات السرية، والردود عبر البريد الإلكتروني، ودفاتر الإحاطة.
المذكرات السرية: تُعدّ المذكرات السرية لتلبية طلب مُحدد من الكونغرس، وغالبًا ما تُصمّم لقارئ برلماني ذي خبرة عالية في موضوع مُعيّن. تُعدّ هذه المذكرات لاستخدام مُقدّم الطلب، ولا تُوزّعها هيئة مركز أبحاث الكونجرس على جمهور أوسع إلا بموافقة مُقدّم الطلب.
الردود عبر البريد الإلكتروني: يمكن أن تتراوح الردود عبر البريد الإلكتروني على طلب المعلومات من تقديم إحصائية أو اسم إلى إحاطة قصيرة إلى مناقشة تفاعلية حول مجموعة متنوعة من القضايا.
دفاتر الإحاطة: هذه الدفاتر مُعدّة خصيصًا لوفود الكونغرس المُسافرة إلى الخارج، وهي عبارة عن مجموعات من المواد التي تدعم الأهداف المُحددة لرحلة الكونغرس. يمكن أن تتضمن دفاتر الإحاطة موادًا مُتنوعة، مثل الخرائط، ومنتجات مُختارة، وأعمالًا مكتوبة مُختصرة مُخصصة، وجميعها تُغطي خلفية وقضايا حالية تتعلق بعلاقات الولايات المتحدة مع دول مُحددة في الرحلة، بالإضافة إلى أسئلة قد يطرحها الأعضاء عند اجتماعهم مع مسؤولين حكوميين أو غيرهم.
ملخصات وموجزات وتجميعات التشريعات: منذ عام 1935، يتولى قسم التحليل والمعلومات التشريعية (المعروف سابقًا باسم "ملخص مشاريع القوانين") في مركز أبحاث الكونغرس المسؤولية القانونية عن إعداد ملخصات موثوقة وموضوعية وغير حزبية لمشاريع القوانين والقرارات العامة المقدمة، وحفظ المعلومات التشريعية التاريخية. تُكتب ملخصات مُنقحة ومُفصلة لتعكس التغييرات التي تُجرى خلال العملية التشريعية. كما يُعِدّ مكتب مركز أبحاث الكونغرس هذا عناوين مشاريع القوانين، وعلاقات مشاريع القوانين، ومصطلحات الموضوعات، واستشهادات سجلات الكونغرس للمناقشات، والنصوص الكاملة للتدابير، والملاحظات التمهيدية للأعضاء.

## سرية تقارير خدمة أبحاث الكونجرس
كانت حالة السرية لتقارير خدمة أبحاث الكونجرس، حتى 18 سبتمبر/أيلول 2018، موضع خلاف بسبب عدم توفر إمكانية الوصول العام إلى الأبحاث التي تم دفع ثمنها من أموال دافعي الضرائب.
احتفظ الكونجرس تاريخيًا لنفسه بالسيطرة على نشر منتجات مركز أبحاث الكونجرس للجمهور، استنادًا إلى مبدأ أن مركز أبحاث الكونجرس، بصفتها امتدادًا لموظفي الكونجرس، تعمل حصريًا لصالح الكونجرس: "النشر يقتصر على أعضاء الكونجرس". من عام 1952 حتى عام 2018، أُدرج بند في قوانين الاعتمادات السنوية لمركز أبحاث الكونجرس يشترط موافقة إحدى لجنتي الرقابة الكونجرسية التابعتين لها على أعمال "النشر" التي يقوم بها مركز أبحاث الكونجرس.
بدأ التقييد في مجلس النواب كحظرٍ قاطع على منشورات مكتبة الكونجرس باستخدام الأموال المخصصة لخدمة المراجع التشريعية (المعروفة الآن بخدمة المراجع التشريعية). في عام 1954، أُضيف بندٌ ينص على استثناءٍ فقط بموافقة لجان الرقابة لدينا.

## فتح الوصول إلى تقرير خدمة أبحاث الكونجرس
- 1978: أصدر المؤتمر الوطني للهيئات التشريعية للولايات اقتراحًا يمنح بموجبه مركز أبحاث الكونغرس حق الوصول إلى ملفات المواد البحثية للولايات التي يلخصها المركز، ويمنحه فرصة طلب نسخ من المواد المطلوبة لاستخدامها في الرد على استفسارات الكونغرس. في المقابل، يزود مركز أبحاث الكونجرس المركز بقوائم دورية لتقارير المركز (التي كانت تُسمى آنذاك "متعددات")، وبنسخة واحدة فقط من تلك التقارير التي يطلبها المركز. بموجب هذا الاقتراح، يتاح للمركز أيضًا الوصول إلى ملفات معينة من نظام برج العقرب التابع لمكتبة الكونغرس، بما في ذلك ملخصات إصدارات المركز. أعربت لجنة في الكونغرس عن رأي مفاده أنه من المناسب لأعضاء الكونغرس، وليس مركز أبحاث الكونجرس، تحديد ما إذا كان ينبغي نشر مختلف منتجات مركز أبحاث الكونجرس علنًا وإلى أي مدى. نتيجةً لذلك، لم يُتخذ أي إجراء لتنفيذ التبادل المقترح بين مركز أبحاث الكونجرس و ملفات المواد البحثية للولايات التي يلخصها المركز.
- 1980: أصدرت اللجنة المشتركة للمكتبة بيانًا سياسيًا بشأن نشر منتجات مركز أبحاث الكونجرس المكتوبة:[2] نصّ على "ضرورة الحفاظ على سياسة السرية المتبعة منذ فترة طويلة في عمل مركز أبحاث الكونجرس لعملاء الكونغرس الأفراد"، وذكر التكلفة كجزء من مبرراتها. وأشار بيان لاحق إلى "العملية التشريعية وبند الخطابة أو المناقشة في الدستور".
- 1990: في مواجهة هذا التحدي، كرّر زعيم الأغلبية في مجلس الشيوخ التأكيد على أهمية "حماية العمل الذي تقوم به دائرة أبحاث الكونجرس في إعداد المراسلات الموجهة إلى أعضاء ولجان الكونجرس":[26] وأوضح ذلك بالقول: "يجوز للجنة أو عضو في مجلس الشيوخ، بطبيعة الحال، أن يقرر إتاحة تقرير أو مذكرة قدمتها دائرة أبحاث الكونجرس إلى اللجنة أو عضو مجلس الشيوخ للعامة ومع ذلك، من المهم حماية سرية العمل التحضيري الذي تقوم به دائرة أبحاث الكونجرس لتشجيعها على إجراء استكشاف حرّ قدر الإمكان"
- 1998، 1999، 2001، 2003: بذل أعضاء الكونجرس محاولات لإقرار تشريع يلزم مركز أبحاث الكونجرس بإتاحة منتجاته على موقع ويب عام.[16] لكن جميع هذه المحاولات فشلت في إقراره.

استخدم بعض أعضاء الكونجرس مواقع اللجان الإلكترونية لنشر تقارير فردية، بدءًا من عام 1998. وكان السيناتور توم داشل (ديمقراطي من داكوتا الجنوبية) أول من اتخذ إجراءً، حيث نشر ما يقرب من 300 منتج من منتجات مركز أبحاث الكونجرس على موقعه الإلكتروني. ثم أُزيلت هذه المنتجات لاحقًا.
قام الممثلان شايز ومارك جرين (جمهوري من ولاية ويسكونسن) بوضع العديد من منتجات مركز أبحاث الكونجرس على مواقعهما الإلكترونية في محاولة لجعل بعض منتجات مركز أبحاث الكونجرس متاحة للجمهور.
كتب كايل أندرسون، المتحدث باسم لجنة إدارة مجلس النواب، المختصة بهذه القضية في المجلس، في رسالة بريد إلكتروني إلى صحيفة نيويورك تايمز: "يُعدّ موظفو خدمة أبحاث الكونغرس تقارير لتثقيف أعضاء الكونغرس. وكما أن المذكرات الأخرى التي يُعدّها موظفو الكونغرس لأعضاء الكونغرس لا تُنشر، فإن هذه التقارير لا تُنشر."
قوبل هذا بتوضيح يفيد بأن الهدف هو النشر العام للتقارير التي تنتجها خدمة الأبحاث فقط، وليس المذكرات التي تكتبها أيضًا لأعضاء الكونجرس. وصرح السيناتور (السابق) جوزيف آي. ليبرمان في رسالة بريد إلكتروني إلى صحيفة نيويورك تايمز: "تُطلع هذه التقارير أعضاء الكونجرس وموظفيهم على مجموعة واسعة من القضايا. وينبغي أن يكون الشعب الأمريكي، الذي يدفع ثمن هذه التقارير، قادرًا على التعلم من هذا التحليل الخبير نفسه."

## مذكرة مركز أبحاث الكونجرس لعام 1997
في مذكرة صدرت في ديسمبر 1997، لخصت هيئة تنظيم الاتصالات "القضايا القانونية التي أثارتها مقترحات الإصدار العام لمنتجات هيئة تنظيم الاتصالات للجمهور":
- حصانة الكلام والمناقشة: تقليص "الدور الجوهري في العملية التشريعية". قد تدفع هذه المقترحات الجهات القضائية والإدارية إلى إعادة تقييم تصورها لدور مركز أبحاث الكونجرس الجوهري في العملية التشريعية، مما قد يُعرّض للخطر ادعاء حصانة بند الكلام والمناقشة حتى في حالة قيام مركز أبحاث الكونجرس بمهمتها التشريعية (مثل إعداد مذكرة سرية لأحد الأعضاء بشأن مشروع قانون معلق)[29]
- التشهير والقذف والتشهير. تعتقد مركز أبحاث الكونجرس أيضًا أن حالات التشهير أو القذف قد تزداد تكرارًا إذا نُشرت منتجات مركز أبحاث الكونجرس على الإنترنت، لأن المزيد من الناس سيقرأون منتجات مركز أبحاث الكونجرس ويعرفون بوجودها.
- سرية ملفات مركز أبحاث الكونجرس. تعتقد مركز أبحاث الكونجرس أن نشر منتجات مركز أبحاث الكونجرس على نطاق أوسع من شأنه أن يشجع المزيد من المتقاضين على الحصول على ملفات محللي مركز أبحاث الكونجرس لأغراض الكشف. وترى مركز أبحاث الكونجرس أن هذا قد يؤدي إلى نشر المراسلات بين أعضاء الكونجرس ومركز أبحاث الكونجرس للعامة.
- انتهاك حقوق النشر. تُجادل مركز أبحاث الكونجرس بأنها قد تكون عرضة لمطالبات بانتهاك حقوق النشر إذا كانت منتجاتها متاحة على الإنترنت. تُدمج مركز أبحاث الكونجرس أحيانًا أعمالًا محمية بحقوق النشر في تقاريرها ومنتجاتها. (في سياق آخر، تُشير مركز أبحاث الكونجرس إلى أن هذه الإضافات تُنسب دائمًا إلى أصحابها).[23]

## الردود على مذكرة مركز أبحاث الكونجرس لعام 1997
مذكرة غاري روسكين
في 5 يناير 1998، كتب جاري روسكين، مدير مشروع المساءلة في الكونجرس، مذكرة عارض فيها كل الحجج الواردة في مذكرة خدمة أبحاث الكونجرس لعام 1997.
رسالة ستانلي م. براند
في 27 يناير/كانون الثاني 1998، كتب ستانلي م. براند، المستشار العام السابق لمجلس النواب، رسالة إلى السيناتور جون ماكين:
فيما يتعلق بتطبيق بند الخطابة أو المناقشة، المادة الأولى، الفقرة 6، البند 1 من دستور الولايات المتحدة، على بعض منتجات نظام الإبلاغ المشترك التي سيُتيحها مشروع قانونكم، في حال إقراره، على الإنترنت، أعتقد أن المخاوف الواردة في مذكرة نظام الإبلاغ المشترك إما مبالغ فيها، أو أنها، وإن لم تكن كذلك، لا تُقدم أي أساس للقول بأن حماية أعمال نظام الإبلاغ المشترك ستُضعف بسبب مشروع قانونكم.
(انظر أيضًا خطابه الذي تناول إعادة تقديم نفس التشريع في عام 2001).
استشهد جون ماكين بهذه الرسالة في مجلس الشيوخ عندما اقترح تعديلاً على قانون مخصصات السلطة التشريعية لعام 1999 والذي من شأنه أن يوجه مدير خدمة أبحاث الكونجرس بنشر "تقارير خدمة أبحاث الكونجرس المقدمة إلى الكونجرس" و"ملخصات قضايا خدمة أبحاث الكونجرس" على الإنترنت. وفي هذا الخطاب، أشار أيضًا إلى:
أود الإشارة إلى أن لجنة القواعد قد وافقت على نظام لامركزي، يسمح لأعضاء مجلس الشيوخ بنشر منتجات مركز أبحاث الكونجرس على صفحاتهم الإلكترونية الخاصة. لا أرى أي فرق بين نشر مواد مركز أبحاث الكونجرس على مئة صفحة إلكترونية مستقلة، وبين صفحة توماس، وهي صفحة إلكترونية مُلزمة من قِبل الكونغرس. ينبغي أن يوفر كلا النهجين حماية متساوية لمركز أبحاث الكونجرس. كما أحث زملائي على عدم تصديق الحجج الأخرى القائلة بأن مركز أبحاث الكونجرس ستعاني من زيادة هائلة في عبء العمل نتيجة هذا التعديل. سيتطلب الأمر فنيَّي كمبيوتر اثنين فقط لإنشاء هذا الموقع الإلكتروني وتحديثه باستمرار. لدى مركز أبحاث الكونجرس بالفعل عملية لتحديد المعلومات التي تُنشر على موقعها الإلكتروني لأعضاء الكونغرس. يطلب هذا القانون فقط تكرار هذه العملية لإصدار نسخة عامة من تلك الصفحة الإلكترونية. كما أننا ننشر نسخًا ورقية من هذه المنتجات لناخبينا يوميًا دون التسبب في ضغوط كبيرة على موظفي مركز أبحاث الكونجرس. وأخيرًا، لديّ نتائج تحليل لمنظمات البحوث التشريعية الحكومية التي تعمل بشكل مشابه لمركز أبحاث الكونجرس وتنشر هذه المنتجات على الإنترنت. لم تشتكِ أيٌّ من هذه المنظمات من زيادة هائلة في عبء العمل نتيجة نشر منتجاتها على الإنترنت.

## منتج العمل المكتوب
تتضمن أنواع المستندات تقارير مركز أبحاث الكونجرس، وتقارير التخصيصات (التي يتم إصدارها عادةً كتقارير طويلة)، ومذكرات التوزيع في الكونجرس.
تقارير مركز أبحاث الكونجرس
أكثر منتجات نظام الإبلاغ المشترك طلبًا هي تقارير التوزيع العامة للكونغرس، والمعروفة باسم "تقارير نظام الإبلاغ المشترك". الغرض من التقرير هو تحديد المشكلة بوضوح في السياق التشريعي. تشمل أنواع تقارير نظام الإبلاغ المشترك ملخصات القضايا، ومذكرات البحث، والتقارير، والتي تأتي بصيغتين: قصيرة وطويلة.
باستثناء الإشارة العامة العابرة إلى "التقارير" في ميثاقها القانوني، لا تملك مركز أبحاث الكونجرس أي تفويض لهذه المنتجات. تم إنشاؤها في سياق المهمة الشاملة لمركز أبحاث الكونجرس لتقديم الدعم البحثي للكونجرس.
وقد تتخذ التقارير أشكالاً عديدة، بما في ذلك تحليل السياسات، والدراسات الاقتصادية، والمراجعات الإحصائية، والتحليلات القانونية.
تعتبر تقارير مركز أبحاث الكونجرس متعمقة ودقيقة وموضوعية وفي الوقت المناسب، وتصدرت قائمة "أكثر 10 وثائق حكومية مطلوبة" التي أجراها مركز الديمقراطية والتكنولوجيا في عام 1996.

## روابط خارجية
- خدمة أبحاث الكونجرس – الموقع الرسمي.
- قم بإجراء بحث ضمن تقارير خدمة أبحاث الكونجرس.
- مجموعة أرشيف الإنترنت للمواقع التي تنشر تقارير مركز أبحاث الكونجرس.
- Source Watch – موقع ويب حول مركز أبحاث الكونجرس.